# Жиділовка
Жиді́ловка (рос. Жидиловка) — село у складі Тоцького району Оренбурзької області, Росія.

## Населення
Населення — 276 осіб (2010; 317 у 2002).
Національний склад (станом на 2002 рік):
- росіяни — 89 %